# Vladimir Jovović
Vladimir Jovović (en cyrillique : Владимир Јововић), né le 26 octobre 1994 à Nikšić en Yougoslavie, aujourd'hui au Monténégro, est un footballeur international monténégrin, qui évolue au poste de milieu offensif.

## Biographie

### Carrière en club
Vladimir Jovović fait ses débuts professionnels avec Sutjeska Nikšić en 2011 à l'âge de 17 ans. Puis, la saison suivante, il remporte le championnat du Monténégro, où il dispute 30 rencontres et inscrit 3 buts. 
En juin 2013, il fait un essai au Partizan Belgrade. Lors de la saison 2013-2014, il dispute son premier match européen lors du deuxième tour de qualification de la Ligue des champions, contre le Sheriff Tiraspol. Il remporte une deuxième fois le championnat. 
Le 26 janvier 2015, plusieurs équipes de Premier League sont intéressées à faire signer Jovović, en particulier Aston Villa. Le 6 mars, lors d'une défaite de 3-0 contre le Budućnost Podgorica, il frappe Miloš Novović après une dispute, et agresse physiquement l'arbitre. En raison de cet incident, il obtient un carton rouge, et est suspendu par la Fédération du Monténégro de football pendant six mois. 
Son contrat avec le FK Sutjeska expire à la fin de la saison 2014-2015. Il s'entraine avec l'Étoile rouge de Belgrade en avril 2015. Après sa suspension purgé, il signe un contrat avec l'Étoile rouge de Belgrade le 14 août 2015. Il fait ses débuts avec l'Étoile rouge lors d'un match de coupe contre le Borac Čačak, le 2 décembre 2015.
Le 10 janvier 2016, il est prêté à l'OFK Belgrade. L'entraîneur de l'OFK Beograd, Dragan Radojičić, était son entraîneur au FK Sutjeska entre 2012 et 2014. Le 21 février, il marque contre le FK Partizan lors de ses débuts pour l'OFK Belgrade. Après avoir marqué 5 buts en 12 rencontres. Il est rappelé en équipe première de l'Étoile rouge, mais plus tard, il est de nouveau prêter de six mois au Napredak Kruševac. Pour la deuxième moitié de la saison, il est prêté au Spartak Subotica.

### Carrière internationale
Vladimir Jovović compte six sélections avec l'équipe du Monténégro depuis 2013,.
Il est convoqué pour la première fois en équipe du Monténégro par le sélectionneur national Branko Brnović, pour un match amical contre le Luxembourg le 17 novembre 2013. Lors de ce match, il entre à la 84e minute de la rencontre, à la place d'Elsad Zverotić. La rencontre se solde par une victoire 4-1 des Monténégrins.
Lors de sa dixième sélection, il délivre deux passes décisives à Fatos Bećiraj et à Stevan Jovetić, lors d'une victoire 4-1 contre l'Arménie, lors d'un match des éliminatoires de la Coupe du monde 2018.

## Palmarès
- Avec le Sutjeska Nikšić
  - Champion du Monténégro en 2013 et 2014

## Statistiques
| Saison                | Club                     | Championnat           | Championnat | Championnat | Championnat | Coupe(s) nationale(s) | Coupe(s) nationale(s) | Coupe(s) nationale(s) | Compétition(s) continentale(s) | Compétition(s) continentale(s) | Compétition(s) continentale(s) | Compétition(s) continentale(s) | Monténégro | Monténégro | Monténégro | Total | Total | Total |
| Saison                | Club                     | Division              | M.          | B.          | P.d.        | M.                    | B.                    | P.d.                  | Comp.                          | M.                             | B.                             | P.d.                           | M.         | B.         | P.d.       | M.    | B.    | P.d.  |
| 2011-2012             | Sutjeska Nikšić          | Prva CFL              | 6           | 0           | -           | -                     | -                     | -                     | -                              | -                              | -                              | -                              | -          | -          | -          | 6     | 0     | 0     |
| 2012-2013             | Sutjeska Nikšić          | Prva CFL              | 30          | 3           | -           | -                     | -                     | -                     | -                              | -                              | -                              | -                              | -          | -          | -          | 30    | 3     | 0     |
| 2013-2014             | Sutjeska Nikšić          | Prva CFL              | 28          | 2           | -           | -                     | -                     | -                     | C1                             | 2                              | 0                              | 1                              | 1          | 0          | 0          | 31    | 2     | 1     |
| 2014-2015             | Sutjeska Nikšić          | Prva CFL              | 14          | 4           | 0           | 2                     | 0                     | -                     | C1                             | 2                              | 0                              | 0                              | 4          | 0          | 0          | 22    | 4     | 0     |
| 2015-2016             | Étoile rouge de Belgrade | SuperLiga             | -           | -           | -           | 1                     | 0                     | 0                     | -                              | -                              | -                              | -                              | -          | -          | -          | 1     | 0     | 0     |
| 2015-2016             | OFK Belgrade (prêt)      | SuperLiga             | 12          | 5           | 3           | -                     | -                     | -                     | -                              | -                              | -                              | -                              | 1          | 0          | 0          | 13    | 5     | 3     |
| 2016-2017             | Napredak Kruševac (prêt) | SuperLiga             | 9           | 1           | 1           | 1                     | 0                     | 0                     | -                              | -                              | -                              | -                              | 2          | 0          | 0          | 12    | 1     | 1     |
| 2016-2017             | Spartak Subotica (prêt)  | SuperLiga             | 12          | 1           | 0           | -                     | -                     | -                     | -                              | -                              | -                              | -                              | 2          | 0          | 2          | 14    | 1     | 2     |
| Total sur la carrière | Total sur la carrière    | Total sur la carrière | 111         | 16          | 4           | 4                     | 0                     | 0                     | -                              | 4                              | 0                              | 1                              | 10         | 0          | 2          | 129   | 16    | 7     |